# Zimbo Trio
Le Zimbo trio est un ensemble instrumental brésilien, créé en 1964 à São Paulo, et composé à l'origine d'Amilton Godoy (pt) (piano), Luís Chaves (pt) (basse) et Rubinho Barsotti (pt) (batterie). Le Trio est l'un des groupes les plus influents de la musique brésilienne de la seconde moitié du XXe siècle.

## Histoire
Le Zimbo Trio est un trio instrumental brésilien, fondé en mars 1964, à São Paulo, par Luiz Chaves Oliveira da Paz (basse), Rubens Alberto Barsotti (batterie) et Amilton Godoy (piano). La première présentation a lieu au « Boat Oásis » le 17 mars, avec la chanteuse Norma Bengell. L'une des chansons jouées est Consolação de Baden Powell et Vinicius de Moraes.
En 1965, le Trio Zimbo devient le groupe fixe de l'émission télévisée O Fino da Bossa présentée par Elis Regina et Jair Rodrigues. Ils sortent alors l'album O fino do Fino avec Elis Regina,.
En 1968, le Trio Zimbo participe à un concert anthologique au Teatro João Caetano qui réunit Elizeth Cardoso, Jacob do Bandolim et Época de Ouro,.
En 2007, le bassiste Luiz Chaves, fondateur du Zimbo Trio, meurt. Itamar Collaço (basse électrique) est chargé de perpétuer l'héritage de Luiz. En 2010, Mario Andreotti remplace Itamar.
Le 15 avril 2020 Rubens Alberto Barsotti "Rubinho" décède.
Le Zimbo Trio est formé en 2024 par Amilton Godoy (piano), Mario Andreotti (basse) et Percio Sapia (batterie) . Dans une nouvelle phase, le trio dispose d'un répertoire de compositions d'Amilton.
En 45 ans de carrière et 51 albums enregistrés, le Trio Zimbo a acquis une reconnaissance mondiale, parcouru le monde et diffusé la musique instrumentale brésilienne.

## Discographie
- 1965 : Zimbo Trio, RGE, LP
- 1965 : O fino do Fino, Elis Regina et Zimbo Trio, Philips LP, CD
- 1966 : Zimbo Trio, vol. II (1966) RGE LP
- 1967 : Zimbo Trio - vol. III, LP
- 1968 : É tempo de samba - Zimbo Trio + Strings, LP
- 1968 : Live in João Caetano Theater - vol. I – Elizeth Cardoso, Zimbo Trio, Jacob do Bandolim et Época de Ouro, Museum of Image and Sound LP, CD
- 1968 : Live in João Caetano Theater - vol. II - Elizeth Cardoso, Zimbo Trio, Jacob do Bandolim et Época de Ouro, Museum of Image and Sound, LP, CD
- 1968 : The Zimbo Trio - The Brazilian Sound Restrained Excitement, Pacific Jazz/Liberty Records, LP
- 1969 : Zimbo Trio + Strings - vol. II, LP
- 1969 : Decisão-Zimbo Trio + Metals, RGE, LP
- 1969 : Elizeth & Zimbo Trio - Balançam na Sucata (1969) Copacabana, LP, CD
- 1970 : É de manhã. Elizeth Cardoso & Zimbo Trio, Copacabana, LP
- 1971 : Strings and brass plays the hits, Philips, LP
- 1972 : Opus pop - Zimbo Trio & orchestra - Classics with bossa, Philips, LP
- 1973 : Opus pop no 2, Philips, LP
- 1974 : FM Stereo, Philips, LP
- 1976 : Zimbo, RGE, LP
- 1977 : Unpublished fragments of the historical recital in João Caetano Theater, Feb. 19, 1968 - Elizeth Cardoso, Jacob do Bandolim, Zimbo Trio & Época de ouro, vol. 3, Museum of Image and Sound LP, CD
- 1978 : Zimbo, Clam/Continental, LP
- 1979 : Zimbo invites Sonny Stitt, Clam/Continental, LP
- 1982 : Zimbo invites Sebastião Tapajós, Clam, LP
- 1982 : Zimbo invites, Clam, LP
- 1983 : Changing Jeca's sadness into kids, Clam/Continental, LP
- 1986 : Zimbo Trio interprets Milton Nascimento, Clam/Continental, LP
- 1988 : Zimbo Trio and Tom – Vol. I, Clam, LP
- 1989 : Zimbo Trio and the children, Clam, LP
- 1992 : Clã do Clam, CD
- 1993 : Instrumental in CCBB – Canhoto da Paraíba & Zimbo Trio, Tom Brasil, CD
- 1993 : Aquarela do Brasil, Movieplay, CD
- 1994 : Between Friends (Entre amigos), Claudya & Zimbo Trio, Movieplay, CD
- 1994 : Elizeth Cardoso, Jacob do Bandolim, Zimbo Trio & Época de Ouro - Live in João Caetano Theater - Feb. 19 '68, Tartaruga (Japon), CD
- 1995 : Caminhos cruzados (Crossroads) - Zimbo Trio interprets Tom Jobim, Movieplay, CD
- 1996 : Brasil musical - Música Viva series - Zimbo Trio & Maurício Einhorn, Tom Brasil, CD
- 1997 : Zimbo Trio, RGE, CD
- 1999 : 35 Years, Movieplay, CD
- 2001 : This century's Brazilian music by its authors & performers, Sesc-SP, CD